# 乌提卡 (突尼斯)
烏提卡（英語：Utica，/ˌjuːtɪkə/）是古迦太基在北非的一個殖民城市，一般被視為腓尼基人在北非建立的第一個殖民地 。乌提卡位於迈杰尔达河流向地中海的出海口附近，处在南部的迦太基和北部的希波迪亚里图斯（现在的比塞大）之间。由于迦太基在布匿战争中战败，烏提卡此后長達七個世紀都成为罗马共和国重要的殖民地。